# Piz Terri
Le Piz Terri est un sommet du massif des Alpes lépontines culminant à 3 149 mètres d'altitude, situé au fond de la vallée de Güida à la frontière du canton du Tessin et du canton des Grisons en Suisse. La face sud-ouest de la montagne surplombe le lac de Luzzone.